# Palazzo Viti
Le Palazzo Viti (ou palazzo Incontri-Viti) est un palais de Volterra en Toscane, situé au centre de la ville médiévale, au 41, via dei Sarti.

## Histoire
Sa construction est le fait du noble volterrain  Attilio Incontri et la façade est de Bartolomeo Ammannati.
En 1816 l'Accademia dei Riuniti de Volterra s'installa au rez-de-chaussée et y installa le Teatro Persio Flacco (it).
Son propriétaire suivant, en 1850,  fut Benedetto Giuseppe Viti, négociant des extractions locales d'albâtre et grand voyageur.
En 1861 le roi Victor-Emmanuel II d'Italie visita le palais les  travaux effectués.

## Les lieux
Construit sur des caves profondes comportant un puits étrusque et une citerne romaine, son  étage  supérieur, accessible par un escalier monumental construit en 1600  par l'architecte florentin Giovanni Battista Caccini, comporte des salles meublées et décorées d'objets précieux (guéridons à marqueteries de pierres dures, peintures, sculptures d'albâtre, objets antiques, meubles, livres...) des arts  italien, européen et oriental de la Renaissance aux temps actuels. Ce premier niveau est devenu un  musée et permet de circuler dans une demeure seigneuriale devenue  habitat bourgeois luxueux du XIXe siècle. Les caves sont devenues discothèque et boutique de dégustation des vins locaux.

## Objets remarquables
- Sur le bureau de la bibliothèque  une lampe est équipé d'un abat-jour albâtre finement incisée, une œuvre de lithophanie qui dévoile la virtuosité des artisans de la manufacture royale de Berlin (le dégradé du paysage ombré qui apparaît quand la lampe est allumée est dû aux variations des épaisseurs de l'albâtre).
- Quatre tondi des portraits des meilleurs poètes italiens :   Dante, Pétrarque, L'Arioste et Le Tasse.
- Une sanguine de Daniele da Volterra dit le « Braghettone ».

## Expositions temporaires
- Avril 2012 :  les productions de la  Galleria DoloresArt.

## Anecdote
Le palais a servi de lieu de tournage en 1965 à Luchino Visconti pour son film Vaghe stelle dell'Orsa, primé d'un Lion d'or à la Mostra de Venise.